# Баркеро, Лаура
Лаура Баркеро (исп. Laura Barquero; род. 12 октября 2001, Мадрид) — испанская фигуристка, выступающая в парном катании с Марко Дзандроном. Вместе с бывшим партнером по Тоном Консулом она чемпионка Испании 2020 года и участница чемпионата Европы 2020 года. С Арицом Маэсту она чемпионка Кубка Торуни и International Challenge Cup и представительница Испании на двух чемпионатах мира.

## Карьера

### Ранние годы
Баркеро начала кататься на коньках в 2009 году. Сначала была одиночницей, тренировалась под руководством Марты Сенры и Айнхоа Гимено в Мадриде. Она соревновалась на юниорском уровне и в сентябре 2016 года получила право участвовать на одном этапе юниорского Гран-при.
Первым партнером Баркеро в парном катании стал Мигель Таранко. Они не выступали на международном уровне.

### Сезон 2016/2017
Баркеро и Ариц Маэсту объявили о создании пары 4 января 2017 года. Они решили тренироваться в Бергамо под руководством Барбары Луони и Франки Бьянкони. Во время их первого совместного сезона пара не имела права участвовать в международных соревнованиях из-за возрастных ограничений: Баркеро была слишком молода для взрослых соревнований, а Маэсту стар для юниоров.

### Сезон 2017/2018
Дебютировав на международной арене, Баркеро и Маэсту заняли седьмое место на Lombardia Trophy 2017. В конце месяца стали тринадцатыми на Nebelhorn Trophy 2017, отборочном турнире на Зимние Олимпийские игры 2018 года. Испания не сумела завоевать путёвки, став третьей запасной.
В январе Баркеро / Маэсту заняли одиннадцатое место на чемпионате Европы 2018 года в Москве. В следующем месяце они выиграли золото на Кубке Торуни и International Challenge Cup в Гааге. Они завершили сезон на чемпионате мира, где заняли двадцатое место.

### Сезон 2018/2019
Баркеро / Маэсту заняли пятое место на Lombardia Trophy 2018 и восьмое на Finlandia Trophy. Они получили право участия в двух этапах Гран-при, заняв седьмое место в Хельсинки и шестое место на NHK Trophy. На чемпионате Испании завоевали золото. На чемпионате Европы 2019 года они заняли седьмое место.
Их последним совместным событием стал чемпионат мира 2019 года, на котором они заняли пятнадцатое место.
31 мая 2019 года было объявлено, что Маэсту получил травму, которая потребует длительного восстановления, в результате чего команда распалась.

### Сезон 2019/2020
В июле 2019 года Баркеро встала в пару с Тоном Консулом.
Международный дебют испанцев состоялся на Мемориале Дениса Тена, где они завоевали серебряную медаль. Свой сезон они продолжили на Международном кубке IceLab, где завоевали бронзу. На Warsaw Cup 2019 они стали четвертыми. Их последним соревнованием перед чемпионатом стал «Золотой конёк Загреба», где они заняли восьмое место. На чемпионате Испании стали первыми.
Они участвовали на чемпионате Европы 2020 года, где заняли четырнадцатое место, а на International Challenge Cup стали девятыми. Они были включены в состав сборной на чемпионат мира 2020 года, но соревнование было отменено из-за пандемии COVID-19.
26 июня 2020 года стало известно, что пара распалась.

## Олимпийские игры в Пекине
Спортсменка выступала с партнером Тоном Консулом, которые стали первыми испанскими фигуристами на зимней Олимпиаде в соревнованиях пар . Они заняли 11-е место в короткой программе, а в произвольную программу не вышли . Вскоре после окончании игр стало известно, что у фигуристки положительный тест, который она сдавала на Олимпиаде. Специалисты нашли препарат клостебол, являющийся анаболическим стероидом. Фигуристка может потребовать вскрытия пробы «Б». Лаура заявила, что запрещенное вещество могло попасть в ее организм через крем, который она использовала для заживления порезов от лезвий коньков .